# Rhipsalis pentaptera
A Rhipsalis pentaptera egy termesztésben nagyon elterjedt, azonban vadon majdnem fellelhetetlen epifita kaktusz. Az Epallagogonium subgenus tagja.

## Jellemzői
Merev hajtásokkal rendelkező csüngő habitusú növény, mélyzöld epidermisszel. Hajtástagjai 6–15 mm átmérőjűek, erősen 5-6 bordára osztottak, a bordák élein fejlett areolák ülnek. Areolái 20 mm-re fejlődnek egymástól, többnyire 2 fehér sertét hordoznak. Krémfehér virágai a hajtáséleken fejlődnek, nappal nyílnak, 1-4-es csoportot képeznek areolánként. Számos porzója (25) a szirmokkal nem forr össze, a bibeszállal megegyező hosszúak, a bibéhez hasonlóan fehérek. Pericarpiuma kopasz, termése 3–4 mm átmérőjű fehér, kopasz bogyó.

## Elterjedése
Sokáig úgy hitték a kaktuszkutatók, hogy e faj valahol a Brazíliától Uruguayig terjedő tengerparti erdőkben honos, azonban a leírás óta nem sikerült vadon észlelni a növényt, mígnem megállapítást nyert egy 1918-as neotípus alapján, hogy a faj eredeti elterjedési területe a ma Rio de Janeiro metropolisz területére esett. Rio de Janeiro külvárosa São Conrado területéről sikerült is egyedeket begyűjteni kerti fák ágairól. Azonban ezek az egyedek kissé eltérnek a klasszikus gyűjtésből származó klónoktól, kevésbé szárnyaltak hajtásaik és hasonlítanak a Rhipsalis sulcata fajra.